# Antonio Ferrera
José Antonio Ferrera San Marcos, conocido como Antonio Ferrera en los carteles (Buñola, Baleares, 19 de febrero de 1978), es un torero español. Ha salido por la puerta grande de Las Ventas en tres ocasiones.

## Biografía
Con siete años su familia se trasladó a Villafranco del Guadiana (Badajoz), su localidad de adopción, y es en ella donde comienza su vocación taurina. Sus primeros años toreando los realiza a lo largo de Extremadura y Portugal. Con 13 años hace su presentación, como becerrista, en la Plaza de toros de Alcuéscar. El 5 de febrero de 1995 lo hace como novillero con picadores en la plaza de toros de Zaragoza y, ese mismo año, hace su debut en Las Ventas.
Su toreo se caracteriza por una fuerte personalidad y compromiso en las distintas suertes, siendo el tercio de banderillas una de sus especialidades, aunque desde 2018 Antonio Ferrera no acostumbra a poner banderillas.
Antonio Ferrera tomó la alternativa como matador de toros el 2 de marzo de 1997, en Olivenza, teniendo como padrino a Enrique Ponce y con la ganadería de Victorino Martín, ese día cortó cuatro orejas. El 28 de marzo de 1999 confirma la alternativa en Las Ventas teniendo como testigo a Javier Vázquez, con toros de la ganadería Carriquiri. En la temporada 2002 cortó dos orejas a un toro de Carriquiri y salió por primera vez por la puerta grande de Las Ventas. Además, obtuvo el triunfo en Valencia. Numerosos críticos taurinos elogiaron su arte. En el año 2003 participó en 82 festejos en los que obtiene 107 orejas. En 2008 hace una gran temporada que comienza con puerta grande en Castellón, toros de Victorino Martín, para seguir con triunfos en plazas como la de Las Ventas, donde corta una oreja la tarde del 14 de mayo. También en Sevilla cuajó una gran faena y tiene éxitos en Arlés, Badajoz, Mont de Marsan, Pontevedra y Cuenca, entre otras. Terminó la temporada con 58 festejos, 106 orejas y 13 rabos.
En 2012 recibió el premio otorgado por el diario Hoy como triunfador de la Feria Taurina de San Juan 2012 tras encerrarse en la plaza de toros de Badajoz con toros de Victorino Martín el día 24 de junio donde cortó cuatro orejas y salió a hombros. Terminó la temporada con 25 festejos, 46 orejas y 3 rabos. En la temporada 2013 Antonio Ferrera resultó galardonado como triunfador de Feria de San Isidro, según el fallo emitido por el jurado conjunto Comunidad de Madrid y Ayuntamiento de Madrid por el conjunto de su actuación en la tarde del 30 de mayo", en la que cortó una oreja y a punto estuvo de salir a hombros en la corrida de Adolfo Martín. Finalizó la temporada con 38 festejos, 53 orejas y 3 rabos. En 2014 realizó una faena considerada histórica en la Real Maestranza de Sevilla por la que recibe el premio "Mejor Faena" por su faena con un toro de la ganadería Victorino Martín. Finalizó la temporada con 36 festejos, 44 orejas y 2 rabos. En 2015 gana el trofeo Puerta del Príncipe a la "Mejor Faena" de la Feria de Abril por la lidia a un toro de la ganadería Victorino Martín de nombre Mecanizado y también el otorgado por la Maestranza de Sevilla como mejor faena. Un percance en la localidad mallorquina de Muro (Baleares) en el que se lesiona el brazo derecho le deja sin torear el resto de la temporada, así como la siguiente. Termina la temporada con solo 6 festejos toreados y 6 orejas.
Reaparece exitosamente en 2017 en la Feria de Olivenza con reses de Garcigrande, siendo premiado con tres orejas. En La Feria de abril de 2017 es proclamado triunfador absoluto por todos los jurados tras dos inolvidables actuaciones con toros de Victorino Martín y El Pilar. Finalizó la temporada con 30 festejos, 38 orejas y 1 rabos. En junio de 2019 realizó una magnífica faena a Bonito, toro de Zalduendo, y salió por la puerta grande de Las Ventas. También, durante la Feria de Otoño, se encerró en Las Ventas con toros de cinco ganaderías, cortando orejas a los ejemplares de Victoriano del Río y Domingo Hernández y saliendo por la puerta grande de Las Ventas por segunda vez en el mismo año. También en 2019 obtuvo el triunfo en Nimes. En 2020 salió a hombros en dos ocasiones en Plaza México. Primero con toros de Villa Carmela, y dos tardes después, indultó a un toro de La Joya y salió por la puerta grande junto a Joselito Adame, durante la corrida benéfica del Estoque de Oro. En 2022 salió a hombros en Zaragoza y en la plaza de toros de Pamplona en una actuación con toros de Miura. En 2022 fue tercero en el escalafón taurino, tras Morante y Roca Rey.